# Formula Nippon 2006
La stagione 2006 della Formula Nippon  fu disputata su 9 gare. 12 differenti team e 25 differenti piloti presero parte ai gran premi. La vettura utilizzata fu una Lola telaio FN06. Dopo 8 stagioni sono disponibili due motori diversi: il Toyota RV8J e l'Honda HF386E.
Al termine delle competizioni il titolo venne aggiudicato al pilota francese Benoît Tréluyer su monoposto dotata di motore Toyota.

## La pre-stagione

### Calendario
| Gara | Circuito           | Giri | Lunghezza           | Data         |
| ---- | ------------------ | ---- | ------------------- | ------------ |
| 1    | Circuito del Fuji  | 65   | 62x4,563=296,595 km | 2 aprile     |
| 2    | Circuito di Suzuka | 51   | 51x5,807=296,157 km | 16 aprile    |
| 3    | Circuito di Motegi | 62   | 62x4,801=297,662 km | 28 maggio    |
| 4    | Circuito di Suzuka | 51   | 51x5,807=296,157 km | 9 luglio     |
| 5    | Autopolis          | 64   | 64x4,674=299,136 km | 6 agosto     |
| 6    | Circuito del Fuji  | 65   | 65x4,563=296,595 km | 27 agosto    |
| 7    | Circuito di Sugo   | 80   | 80x3,704=296,320 km | 17 settembre |
| 8    | Circuito di Motegi | 62   | 62x4,801=297,662 km | 22 ottobre   |
| 9    | Circuito di Suzuka | 51   | 51x5,807=296,157 km | 19 novembre  |

- Tutte le corse sono disputate in Giappone.

## Piloti e team
| Team                             | Motore | Nr. | Pilota                 | Gare  |
| -------------------------------- | ------ | --- | ---------------------- | ----- |
| Arting Racing Team with Impul    | Toyota | 1   | Satoshi Motoyama       | Tutte |
| Arting Racing Team with Impul    | Toyota | 2   | Kazuki Hoshino         | Tutte |
| Kondo Racing Team                | Toyota | 3   | Sakon Yamamoto         | 1-3   |
| Kondo Racing Team                | Toyota | 3   | Seiji Ara              | 4-9   |
| Kondo Racing Team                | Toyota | 4   | Masataka Yanagida      | Tutte |
| Team 5Zigen Team Reckless 5Zigen | Honda  | 5   | Ryo Michigami          | Tutte |
| M&O with 5Zigen                  | Honda  | 6   | Ryo Orime              | 1-8   |
| M&O with 5Zigen                  | Honda  | 6   | João Paulo de Oliveira | 9     |
| Team Le Mans                     | Toyota | 7   | Tatsuya Kataoka        | Tutte |
| Team Le Mans                     | Toyota | 8   | Toranosuke Takagi      | Tutte |
| Team Cerumo Team Reckless Cerumo | Toyota | 11  | Yuuji Tachikawa        | Tutte |
| EMS Racing                       | Honda  | 17  | Katsuyuki Hiranaka     | 5-9   |
| Mobilcast Team Impul             | Toyota | 19  | Benoît Tréluyer        | Tutte |
| Mobilcast Team Impul             | Toyota | 20  | Tsugio Matsuda         | Tutte |
| DPR Direxiv                      | Honda  | 27  | Syogo Mitsuyama        | 1-4   |
| Piaa Nakajima Planing            | Honda  | 31  | Loïc Duval             | Tutte |
| Piaa Nakajima Planing            | Honda  | 32  | Hideki Muto            | Tutte |
| Team Boss Inging Formula Nippon  | Toyota | 33  | Ronnie Quintarelli     | Tutte |
| Team Boss Inging Formula Nippon  | Toyota | 34  | Naoki Yokomizo         | Tutte |
| DHG Tom's Racing                 | Toyota | 36  | André Lotterer         | Tutte |
| DHG Tom's Racing                 | Toyota | 37  | Takeshi Tsuchyia       | Tutte |
| Docomo Dandelion Racing          | Honda  | 40  | Björn Wirdheim         | Tutte |
| Docomo Dandelion Racing          | Honda  | 41  | Katsuyuki Hiranaka     | 1-3   |
| Docomo Dandelion Racing          | Honda  | 41  | Yuji Ide               | 4-9   |
| Autobacs Racing Team Aguri       | Honda  | 55  | Toshihiro Kaneishi     | Tutte |
| Autobacs Racing Team Aguri       | Honda  | 56  | Takashi Kogure         | Tutte |

- Tutte le vetture sono Lola FN06.

## Risultati e classifiche

### Risultati
| Gara | Circuito  | Tempo       | Velocità     | Pole Position   | Giro veloce       | Vincitore       | Vettura     |
| ---- | --------- | ----------- | ------------ | --------------- | ----------------- | --------------- | ----------- |
| 1    | Fuji      | 7:40.450    | 69,90 km/h   | Benoît Tréluyer | Masataka Yanagida | Benoît Tréluyer | Lola-Toyota |
| 2    | Suzuka    | 1'36:47.366 | 183,59 km/h  | Benoît Tréluyer | Benoît Tréluyer   | Loïc Duval      | Lola-Honda  |
| 3    | Motegi    | 1'53:49.348 | 156,916 km/h | Takashi Kogure  | Tsugio Matsuda    | André Lotterer  | Lola-Toyota |
| 4    | Suzuka    | 1'34:26.397 | 188,16 km/h  | Benoît Tréluyer | Benoît Tréluyer   | Benoît Tréluyer | Lola-Toyota |
| 5    | Autopolis | 1'47:15.726 | 167,33 km/h  | Takashi Kogure  | Loïc Duval        | Tsugio Matsuda  | Lola-Toyota |
| 6    | Fuji      | 1'44:21.905 | 170,51 km/h  | Takashi Kogure  | Satoshi Motoyama  | Benoît Tréluyer | Lola-Toyota |
| 7    | Sugo      | 1'47:02.500 | 166,10 km/h  | Takashi Kogure  | Hideki Muto       | Loïc Duval      | Lola-Honda  |
| 8    | Motegi    | 1'42:56.839 | 173,48 km/h  | Takashi Kogure  | Satoshi Motoyama  | Benoît Tréluyer | Lola-Toyota |
| 9    | Suzuka    | 1'46:11.459 | 167,33 km/h  | Tsugio Matsuda  | Benoît Tréluyer   | André Lotterer  | Lola-Toyota |

### Classifica piloti
I punti sono assegnati secondo lo schema seguente:
| Punti | 10 | 6 | 4 | 3 | 2 | 1 |

| Pos | Pilota                 | FUJ | SUZ | MOT | SUZ | AUT | FUJ | SUG | MOT | SUZ | Punti |
| --- | ---------------------- | --- | --- | --- | --- | --- | --- | --- | --- | --- | ----- |
| 1   | Benoît Tréluyer        | 1   | 3   | 2   | 1   | 7   | 1   | 2   | 1   | Rit | 51    |
| 2   | Tsugio Matsuda         | 2   | 9   | 5   | 2   | 1   | 7   | 3   | 2   | 2   | 37    |
| 3   | André Lotterer         | 8   | 5   | 1   | 5   | 8   | 2   | Rit | Rit | 1   | 30    |
| 4   | Loïc Duval             | 11  | 1   | 6   | Rit | 18  | 9   | 1   | 4   | 6   | 25    |
| 5   | Satoshi Motoyama       | 3   | 8   | 3   | 3   | Rit | 3   | 5   | Rit | Rit | 16    |
| 6   | Björn Wirdheim         | 4   | 2   | 4   | Rit | 6   | 6   | 6   | 11  | 9   | 13,5  |
| 7   | Tatsuya Kataoka        | 13  | 7   | Rit | 6   | 3   | Rit | 9   | 3   | 3   | 13    |
| 8   | Yuuji Tachikawa        | 12  | Rit | 10  | 4   | 4   | 5   | 7   | 5   | Rit | 10    |
| 9   | Toshihiro Kaneishi     | 16  | Rit | Rit | Rit | 2   | 4   | Rit | Rit | 7   | 9     |
| 10  | Ronnie Quintarelli     | 5   | Rit | Rit | Rit | 5   | 10  | 4   | 9   | 12  | 6     |
| 11  | Sakon Yamamoto         | 6   | 4   | 14  |     |     |     |     |     |     | 3,5   |
| 12  | Takashi Kogure         | 10  | 17  | Rit | 9   | 19  | NP  | Rit | Rit | 4   | 3     |
| 13  | Takeshi Tsuchyia       | 9   | 10  | Rit | 7   | 9   | Rit | 8   | 8   | 5   | 2     |
| 14  | Masataka Yanagida      | 7   | Rit | 9   | 13  | 13  | 12  | Rit | 6   | 13  | 1     |
| 15  | Hideki Muto            | 19  | 6   | 8   | Rit | 17  | 16  | 10  | 10  | Rit | 1     |
| 16  | Ryo Michigami          | 20  | 18  | 7   | Rit | 11  | 15  | 12  | Rit | 11  | 0     |
| 17  | Naoki Yokomizo         | 14  | 13  | Rit | 11  | Rit | Rit | 11  | 7   | Rit | 0     |
| 18  | Toranosuke Takagi      | 22  | 16  | 11  | 8   | 16  | 8   | Rit | Rit | Rit | 0     |
| 19  | João Paulo de Oliveira |     |     |     |     |     |     |     |     | 8   | 0     |
| 20  | Seiji Ara              |     |     |     | 10  | 10  | 18  | 13  | Rit | Rit | 0     |
| 21  | Yuji Ide               |     |     |     | 12  | 12  | 11  | Rit | Rit | 10  | 0     |
| 22  | Katsuyuki Hiranaka     | 17  | 11  | Rit |     | 15  | 14  | Rit | Rit | Rit | 0     |
| 23  | Ryo Orime              | 21  | 15  | 12  | Rit | Rit | 17  | NQ  | 12  |     | 0     |
| 24  | Syogo Mitsuyama        | 15  | 12  | 13  | Rit |     |     |     |     |     | 0     |
| 25  | Kazuki Hoshino         | 18  | 14  | Rit | Rit | 14  | 13  | Rit | Rit | 14  | 0     |
| Pos | Pilota                 | FUJ | SUZ | MOT | SUZ | AUT | FUJ | SUG | MOT | SUZ | Punti |

| Colore  | Risultato             |
| ------- | --------------------- |
| Oro     | Vincitore             |
| Argento | 2º posto              |
| Bronzo  | 3º posto              |
| Verde   | Finito a punti        |
| Blu     | Finito senza punti    |
| Viola   | Ritirato (Rit)        |
| Viola   | Non classificato (NC) |
| Rosso   | Non qualificato (NQ)  |
| Nero    | Squalificato (SQ)     |
| Bianco  | Non partito (NP)      |
| Bianco  | Non ha gareggiato     |
| Bianco  | Infortunato (INF)     |
| Bianco  | Escluso (ES)          |
| Bianco  | Gara cancellata (C)   |